# Env
Az env egy Unix shell parancs, mellyel program futtatható megváltoztatott környezetben.  

## Használata
A parancs általános alakja:
env [-] [-i] [-u név] [--ignore-environment] [--unset=név] [--help] [--version] [változó=érték]... [program [argumentumok...]]
env
Paraméter nélkül kiírja az összes környezeti változót értékével együtt.

## Opciók
- --help

A standard kimenetre írja a használatával kapcsolatos információkat és sikeres visszatérési értékkel kilép. 
- -u, --unset név

Ha volt név nevű környezeti változó, eltávolítja a környezetből.
- -, -i, --ignore-environment

Üres környezettel kezdi a futását, figyelmen kívül hagyva az örökölt környezetet.
- --version

A standard kimenetre írja a verzióinformációkat és sikeres visszatérési értékkel kilép. 